# دوکات (گاجین خان)
دوکات (به صربی: Dukat) یک منطقهٔ مسکونی در صربستان است که در Gadžin Han واقع شده‌است.